# Bryobia serifiotica
Bryobia serifiotica är en spindeldjursart som beskrevs av Hatzinikolis, Papadoulis och Kapaxidi 2007. Bryobia serifiotica ingår i släktet Bryobia och familjen Tetranychidae. Inga underarter finns listade.